# 汉斯·舍希林
汉斯·舍希林（德語：Hans Schöchlin，1893年3月6日—1978年6月3日），瑞士男子赛艇运动员。他曾代表瑞士参加1928年夏季奥林匹克运动会赛艇比赛，获得男子双人单桨有舵手金牌。

## 家庭
弟弟卡尔·舍希林。